# 14596 Bergstralh
14596 Bergstralh è un asteroide della fascia principale. Scoperto nel 1998, presenta un'orbita caratterizzata da un semiasse maggiore pari a 2,3781198 UA e da un'eccentricità di 0,2169558, inclinata di 9,06912° rispetto all'eclittica.